# Ramo delle giganti rosse

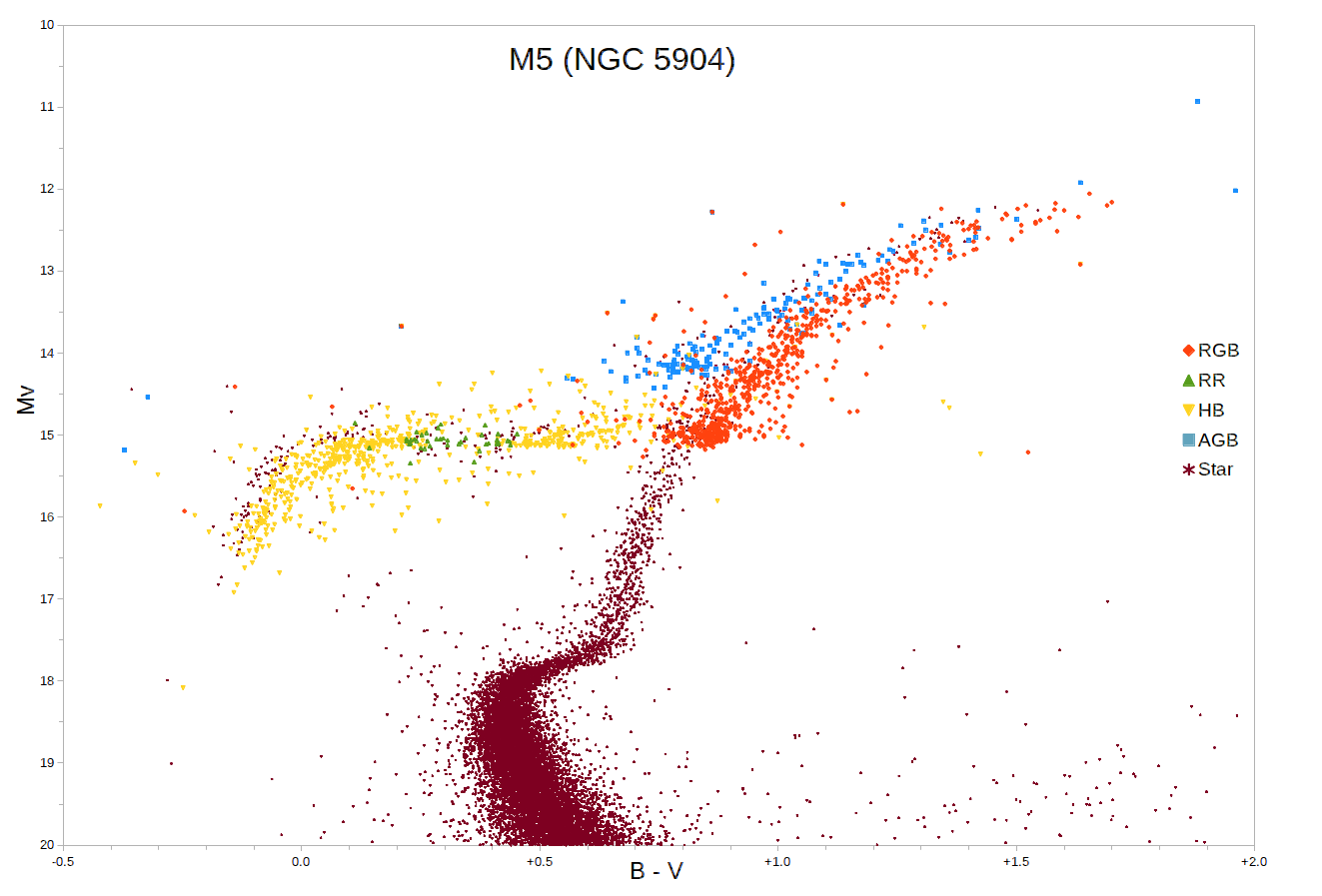
Il diagramma H-R dell'ammasso globulare M5 con le stelle appartenenti al ramo asintotico delle giganti marcate in blu e alcune delle più luminose stelle appartenenti al ramo delle giganti rosse marcate in rosso.

Il ramo delle giganti rosse (o braccio delle giganti rosse o RGB, acronimo inglese di Red Giant Branch) è quella regione del diagramma H-R occupata da stelle di piccola massa (sotto 2,5 masse solari) che si trovano nella fase di bruciamento d'idrogeno nell'inviluppo esterno al nucleo centrale. Si tratta di uno stadio che segue la sequenza principale per le stelle di massa medio-bassa.
Le stelle che si trovano in questa regione sono dette giganti rosse. Sono stelle che hanno un nucleo interno di elio circondato da un guscio di idrogeno che si fonde attraverso il ciclo CNO. Le giganti rosse appartengono alle classi K e M, e sono più molto grandi e più luminose delle stelle di sequenza principale alla stessa temperatura.

## Scoperta
Le giganti rosse furono scoperte agli inizi del XX secolo quando l'utilizzo del diagramma Hertzsprung-Russell aveva evidenziato che c'erano due distinti tipi di stelle fredde con dimensioni molto differenti: le stelle nane, oggi chiamate stelle di sequenza principale, e le stelle giganti.
La terminologia "ramo delle giganti rosse" entrò nell'uso tra gli anni del 1940 e 1950, anche se inizialmente solo come una dizione generica per riferirsi alla regione delle giganti rosse del diagramma Hertzsprung-Russell. Anche se già negli anni 1940 erano state comprese le basi del tempo di permanenza nella sequenza principale, seguito dalla fase di contrazione termodinamica a nana bianca, i dettagli interni dei vari tipi di stelle giganti non erano ancora conosciuti.
Nel 1968, venne introdotta la terminologia "ramo asintotico delle giganti" (AGB) per indicare un ramo di stelle più luminose del gruppo delle giganti rosse, più instabili e in genere di dimensioni maggiori di stelle variabili come Mira.
Già in precedenza si era osservata una biforcazione nel ramo delle giganti, ma non era chiaro a cosa fosse correlata.
Nel corso degli anni 1970 si comprese che la regione delle giganti rosse era costituita dalle subgiganti, dalle RGB, dal ramo orizzontale e dalle AGB; anche la loro evoluzione in queste regioni fu chiarita.
Nel 1967 il ramo delle giganti rosse fu chiamato "primo ramo delle giganti", per distinguerlo dal secondo ramo o "ramo asintotico delle giganti"; questa terminologia è tuttora utilizzata.
L'astrofisica è arrivata a una buona modellizzazione dei processi interni che danno luogo alle diverse fasi di vita successiva alla sequenza principale per le stelle di massa moderata, migliorando il grado di complessità e di precisione. I risultati della ricerca sulle RGB vengono ora utilizzati come base di ricerca per altre aree.

## Evoluzione nel ramo delle giganti
Quando una stella esaurisce l'idrogeno, che è stato il suo combustibile durante la fase di sequenza principale, se ha massa sufficientemente alta va incontro ad una fase di contrazione che porta la temperatura centrale ad aumentare fino all'innesco della combustione di idrogeno che circonda il nucleo di elio.
Se invece la massa è inferiore a circa 2,5 masse solari, la contrazione del nucleo viene ostacolata dalla pressione degli elettroni degeneri, quindi l'innesco della fase di H shell viene ritardata.
Inizia così una fase in cui l'idrogeno viene bruciato in una shell (e va ad accrescere la massa del nucleo di elio) mentre la stella percorre la sua traccia di Hayashi verso luminosità sempre più alte. Quando il nucleo di elio raggiunge le 0,5 masse solari l'innesco delle reazioni di fusione dell'elio in carbonio diventa inevitabile, ma avvenendo in un ambiente degenere esso non comporta un aumento della pressione (che è sostanzialmente determinata dagli elettroni degeneri, non dalla radiazione) bensì soltanto della temperatura, la quale a sua volta determina la crescita di efficienza delle reazioni nucleari. Il processo continua finché localmente non si raggiungono le condizioni per rimuovere la degenerazione; a quel punto il nucleo si espande e controbilancia il processo. Questa particolare fase in cui la fusione dell'elio avviene in ambiente degenere è detta flash dell'elio.
Si noti che un nucleo degenere, nonostante possa contenere più della metà della massa dell'intera stella, resta sempre di dimensioni ridottissime: le stelle giganti rosse sono quindi caratterizzate da un esteso e tenue inviluppo ricco di idrogeno che circonda un nucleo molto piccolo e massiccio.
Infine, è doveroso sottolineare che se una stella ha massa totale inferiore a 0,5 masse solari, non potrà mai innescare la fusione dell'elio: gli astri di questo tipo concluderanno la loro evoluzione raffreddandosi sotto forma di nane bianche di elio.

## Ulteriori caratteristiche del Ramo delle giganti
A causa della forte espansione degli strati esterni della stella la convezione può affondare fino a coinvolgere una frazione consistente della massa (fenomeno del primo dredge-up). Nel frattempo la shell di idrogeno si sposta verso l'esterno perché il combustibile al centro si esaurisce progressivamente. Se le combustioni nucleari raggiungono il limite della convezione esse incontrano una discontinuità nell'abbondanza dell'idrogeno, e la stella reagisce con una lieve diminuzione di luminosità prima di riprendere la salita lungo la traccia. C'è dunque una zona ristretta del ramo delle giganti che viene percorso ben tre volte: dobbiamo dunque aspettarci nei diagrammi colore-magnitudine un'anomala sovrabbondanza di stelle in questa regione, che per tale motivo è detta Red Giant Bump.
Si noti infine che abbiamo sempre parlato di traccia di Hayashi, ma una Gigante Rossa non è una struttura totalmente convettiva, quindi la sua traccia sarà solo approssimativamente assimilabile a quella di Hayashi.